# José Perácio
José Perácio Berjun (Nova Lima, 2 de novembro de 1917 — Rio de Janeiro, 10 de março de 1977), foi um pracinha e futebolista brasileiro que atuou como meia ou atacante.

## Carreira
Revelado pelo Villa Nova em 1932, Perácio chegou ao Botafogo em 1937. No alvinegro carioca, conseguiu vaga na Seleção Brasileira e foi à Copa do Mundo de 1938, na França. Perácio era tido como uma figura folclórica. Semianalfabeto, mal sabia assinar seu próprio nome. No navio que levava a delegação brasileira para a Copa de 38, Perácio usava binóculo, pois queria "ver a linha do Equador de pertinho". Outro episódio marcante de Perácio foi quando abastecia seu veículo Packard num posto de gasolina, acendeu um cigarro e jogou o fósforo no chão, para desespero de seu companheiro Martim Silveira. Perácio respondeu para Martim: "Desculpa, desculpa, eu não sabia que você era supersticioso". O jogador também ficou famoso por outro causo. Ele costuma estacionar seu Packard próximo do estádio com o volume do rádio no máximo pois gostava de ouvir:
"Gooool! Goooool de Perácio— Locutores de rádio
Deixou o Botafogo em 1940, para no ano seguinte defender o Flamengo. Jogou no rubro-negro até 1949, pelo qual foi tricampeão carioca, entre 1942 e 1944. Serviu na F.E.B. durante a Segunda Guerra Mundial. Terminou a carreira em 1951, um ano depois de ir para o Canto do Rio FC.
Apesar de ter jogado por dois grandes do futebol carioca, Perácio, que tem um capitulo inteiro dedicado a ele no livro "Histórias do Flamengo", de Mario Filho, foi enterrado com a bandeira do Flamengo. 

### O Clássico da Bengala
Em um confronto direto que decidiria o Campeonato Mineiro de 1934, Villa Nova e Atlético faziam o clássico no campo do Villa, em Nova Lima, que em 1935 passaria a se chamar Estádio Castor Cifuentes, após o falecimento deste lendário presidente leonino, o jogo terminou empatado no primeiro tempo por 0x0. Este placar decidiria o campeonato a favor do Galo, então o treinador do Leão, Zé de Deus, colocou o jovem Perácio, à época com apenas 16 anos, durante o intervalo para o segundo tempo. Predestinado, aos 24 minutos, após o cruzamento do ponta esquerda Tonho, Perácio anotou o tento de cabeça, fazendo 1x0 para o Villa e dando início a uma confusão total. Os jogadores do Atlético alegaram que um torcedor impediu a bola de sair pela linha de fundo com sua bengala, e Tonho cruzou para Perácio marcar o gol. Os jogadores do Leão alegaram que era uma artimanha dos jogadores do Atlético para anular o gol e acabar com a partida, já que caso o Galo perdesse, o título ficaria em Nova Lima, além do Estádio não ter luz na época, dando outro motivo para o final do jogo. Por outro lado, os jogadores do Atlético juraram estar com a verdade.
O jogo terminou, e a decisão ficou nos tribunais. A Associação Mineira de Futebol, atual Federação Mineira de Futebol, decidiu terminar os 21 minutos deste jogo em um campo neutro, a Praia do Ó, estádio do Siderúrgica, que alguns anos depois viria a se tornar um grande rival de Villa Nova e Atlético. O Villa Nova segurou o placar de 1x0 a seu favor e consagrou-se tricampeão mineiro com o gol do jovem Perácio, com seus 16 anos, de forma consecutiva e também o terceiro título mineiro da história do clube.
Curiosidade: O Villa Nova joga até hoje neste estádio, e o gol da polêmica ocorreu na meta que está do lado dos vestiários, onde fica a torcida adversária, e o alambrado fica bem próximo da linha de fundo.

## Títulos
Villa Nova
- Campeonato Mineiro: 1932, 1933, 1934, 1935
- Torneio Início: 1932, 1935

Botafogo
- Torneio Início: 1938

Flamengo
- Campeonato Carioca: 1942,1943,1944
- Torneio Início: 1946,1951
- Torneio Relâmpago do Rio de Janeiro:1943
- Elfsborg Cup: 1951